# Liste der Stolpersteine in Flevoland

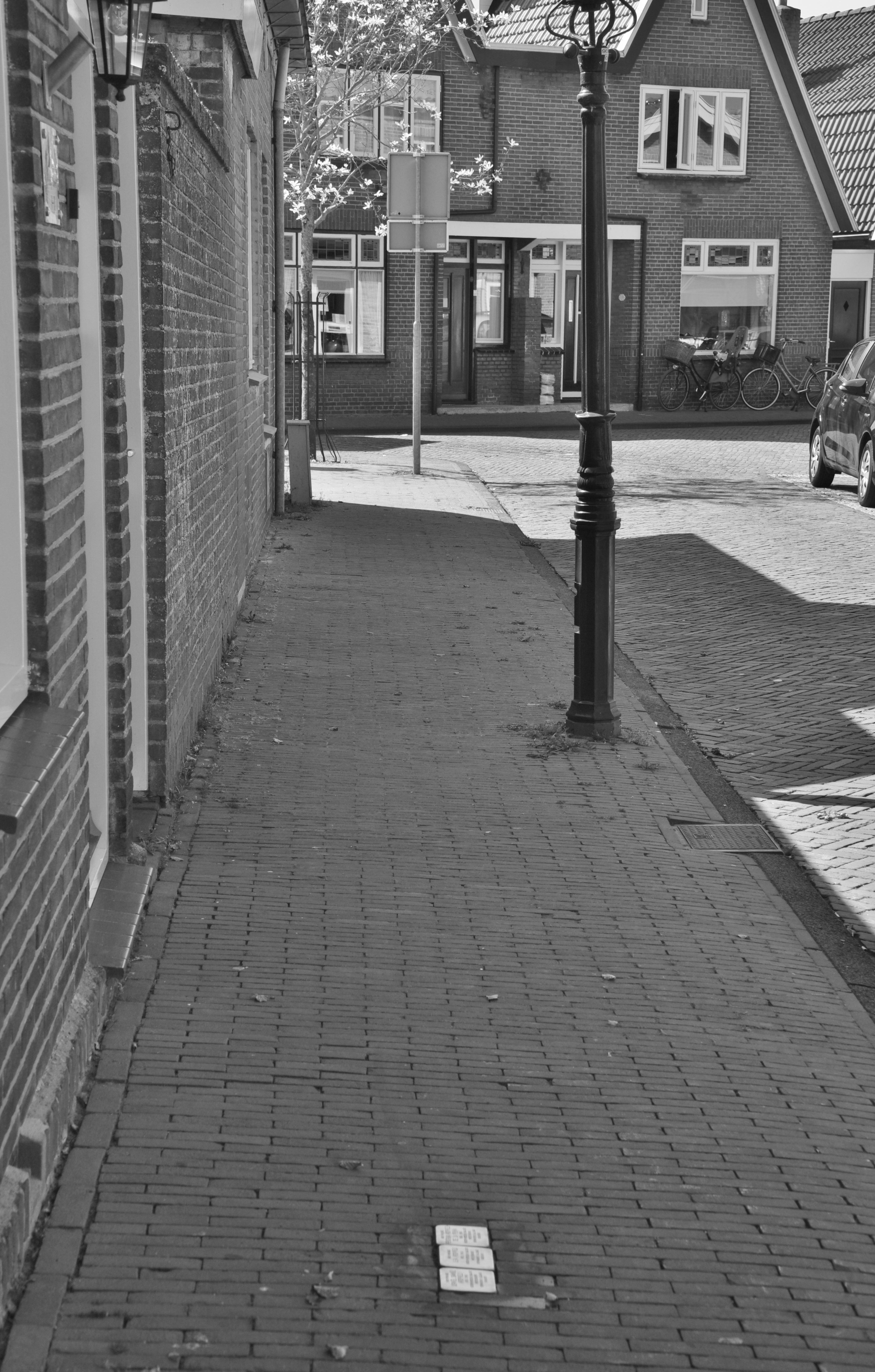
Stolpersteine in Urk

Die Liste der Stolpersteine in Flevoland umfasst die Stolpersteine in der niederländischen Provinz Flevoland. Sie erinnern an das Schicksal der Menschen, die von den Nationalsozialisten ermordet, deportiert, vertrieben oder in den Suizid getrieben wurden. Die Stolpersteine werden von Gunter Demnig verlegt. Sie liegen im Regelfall vor dem letzten selbst gewählten Wohnsitz des Opfers.
Die ersten, bislang einzigen Verlegungen in dieser Provinz fanden am 7. April 2010 in Urk, zusammen mit Verlegungen in Kampen in der Provinz Overijssel statt.

## Entstehung Flevolands
Flevoland ist die zwölfte, die jüngste Provinz der Niederlande. Sie entstand erst 1986 und wurde zum größten Teil dem Meer abgerungen. Die Provinz liegt im Durchschnitt fünf Meter unter dem Meeresspiegel. Die Idee für die Landgewinnung stammt aus dem Jahr 1891. Im Jahr 1932 wurde der Abschlussdeich errichtet, der aus der Zuiderzee den Binnensee Ijsselmeer machte. Danach erfolgte Schritt für Schritt die Trockenlegung und Neulandgewinnung der vormaligen Zuiderzee. Während der NS-Zeit kam es nur zu Deportationen aus der früheren Insel Urk, wo eine jüdische Familie lebte.

## Verlegte Stolpersteine
In Urk wurden drei Stolpersteine an einer Adresse verlegt.
| Bild | Inschrift | Inschrift (übersetzt)                                                                                         | Letzter Wohnort | Biografie                                 |
| ---- | --- | --- | --------------- | ----------------------------------------- |
|      | HIER WOONDE ISRAËL SAMUËL KROPVELD GEB. 1892 GEDEPORTEERD 1943 UIT WESTERBORK VERMOORD 9.4.1943 SOBIBOR         | HIER WOHNTE ISRAËL SAMUËL KROPVELD GEB. 1892 DEPORTIERT 1943 AUS WESTERBORK ERMORDET 9.4.1943 SOBIBOR         | Urk, Wijk 8 30  | Israël Samuël Kropveld (1892–1943)        |
|      | HIER WOONDE LEA KROPVELD GEB. 1924 GEDEPORTEERD 1943 UIT WESTERBORK VERMOORD 9.4.1943 SOBIBOR                   | HIER WOHNTE LEA KROPVELD GEB. 1924 DEPORTIERT 1943 AUS WESTERBORK ERMORDET 9.4.1943 SOBIBOR                   | Urk, Wijk 8 30  | Lea Kropveld (1924–1943)                  |
|      | HIER WOONDE HENDRIKA KROPVELD- DE LA PENHA GEB. 1895 GEDEPORTEERD 1943 UIT WESTERBORK VERMOORD 9.4.1943 SOBIBOR | HIER WOHNTE HENDRIKA KROPVELD- DE LA PENHA GEB. 1895 DEPORTIERT 1943 AUS WESTERBORK ERMORDET 9.4.1943 SOBIBOR | Urk, Wijk 8 30  | Hendrika Kropveld-de la Penha (1895–1943) |

## Verlegedatum
- 7. April 2010, verlegt vom Künstler persönlich